# 国家百货商场

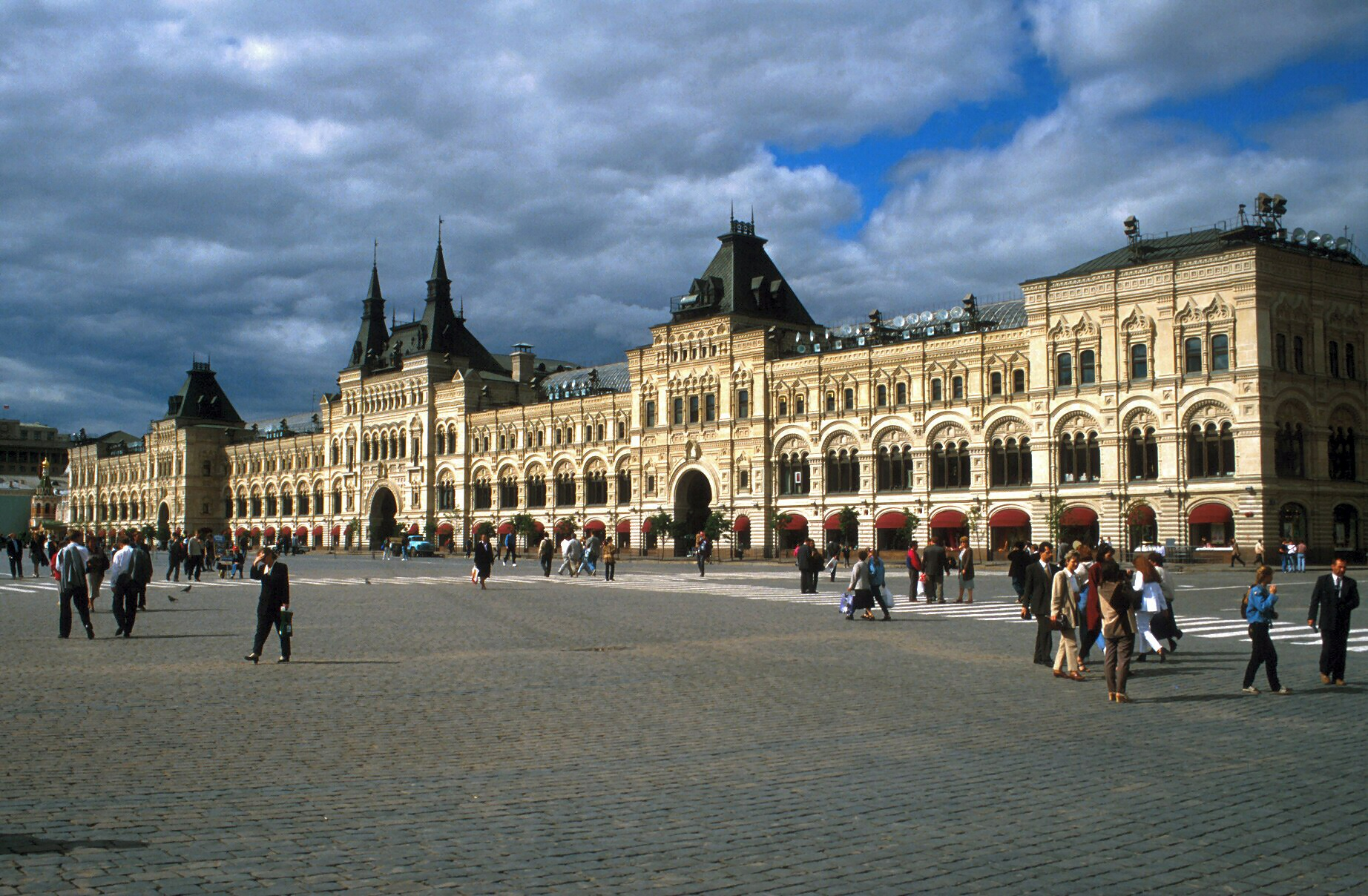
国家百货商场

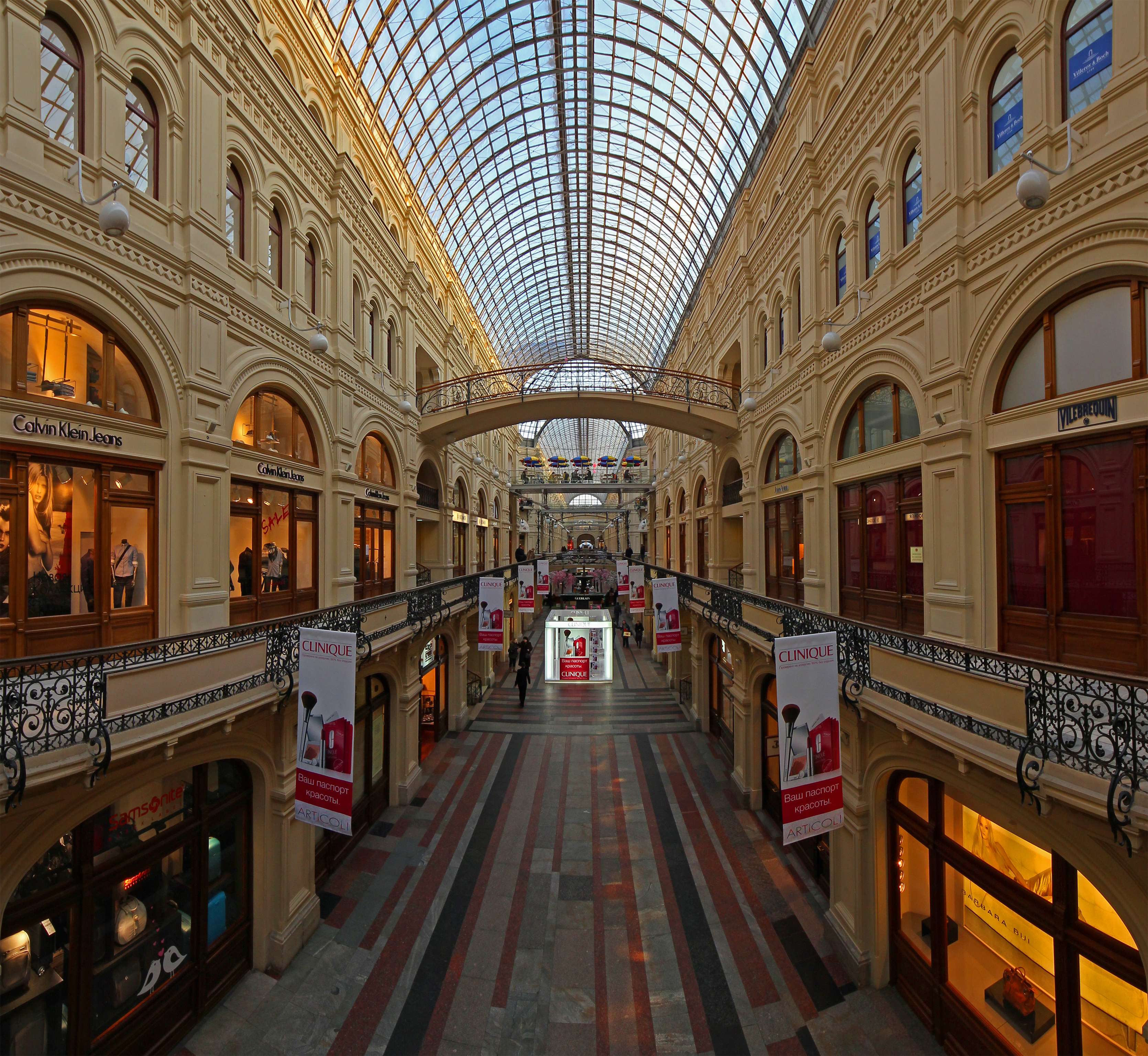
内部

国家百货商场（俄語：Государственный универсальный магазин），又稱古姆（ГУМ；音譯），是莫斯科最大的百货公司，占据红场东侧，沿街长达242米，建于1890年到1893年。